# Billy Mehmet
Billy Mehmet (Londra, 2 gennaio 1984) è un calciatore irlandese, attaccante dell'Alsancak Yeşilova.

## Carriera

### Club

#### Inizi
Nato a Londra da padre turco-cipriota e madre inglese, inizia la carriera nelle giovanili del West Ham Utd, dove ha anche indossato la fascia da capitano. L'8 maggio 2003 passa alla squadra scozzese del Dunfermline. Due anni più tardi si trasferisce al St. Mirren. All'inizio non trovò molto spazio, ma dopo la partenza dell'attaccante John Sutton divenne titolare e diventò il capocannoniere della squadra nel 2007-2008 con 9 gol, nel 2008-2009 con 11 reti e nel 2009-2010 con 13 gol. Nel 2008 prolungò il suo contratto fino al 2010. Ha realizzato la sua prima tripletta in Coppa di Lega scozzese contro il Dumbarton.
Il 2 agosto è stato autore di ben 5 gol dei 6 segnati dalla propria squadra in Coppa di Lega nell'incontro vinto per 6-3 con l'East Stirlingshire.

#### Gençlerbirliği e Samsunspor
Il 10 maggio firma un contranno biennale con opzione per il terzo con il Gençlerbirliği. A gennaio 2011, di comune accordo con la società, si arriva alla rescissione consensuale del contratto.
Il 16 gennaio 2011 firmò per il Samsunspor, squadra turca che gioca in Süper Lig.

## Palmarès

### Club

#### Competizioni nazionali
- Scottish Championship: 1

St. Mirren: 2005-2006
- Scottish Challenge Cup: 1

St. Mirren: 2005-2006